# Франклін Рокфеллер
Франклін Рокфеллер (англ. Frank Rockefeller, 8 серпня 1845 — 15 квітня 1917) — американський бізнесмен і член знаменитої родини Рокфеллерів. Учасник Громадянської війни на боці Армії Союзу. Незважаючи на великі статки брата Джона Д. Рокфеллера, у якого він був одним із головних промоутерів Standard Oil і займав посаду віце-президента компанії до розриву з братами в 1898 році, надалі Франклін мав натягнуті стосунки з родиною та до кінця життя відмовлявся спілкуватися з братами. Натомість він пізніше інвестував у гірничодобувну промисловість і скотарство, а згодом очолив Buckeye Steel Castings Company.

## Біографія

### Раннє життя
Франклін Рокфеллер народився 8 серпня 1845 року в Моравії, окрузі Каюга, штат Нью-Йорк, у сім'ї бізнесмена Вільяма Ейвері «Білла» Рокфеллера та Елізи Девідсон. Він був молодшим братом співзасновників Standard Oil Джона Девісона Рокфеллера та Вільяма Ейвері Рокфеллера-молодшого.
Мав молодшу сестру-близнючку Френсіс, яка померла в дитинстві. Ранні роки провів у Річфорді, Нью-Йорк, а пізніше з батьком переїхав до Клівленда, Огайо, де згодом базувався весь його бізнес.

### Участь у Громадянській війні
У вересні 1861 року, ще неповнолітнім, приєднався до 7-го піхотного полку Огайо. Брав участь у битвах Громадянської війни при Вінчестері, Порт-Ріпабліком, Седар-Маунтіном, Чанселорсвіллі, Геттісберзі, Лук-аут-Маунтін тощо. Отримав поранення в голову під Чанселорсвіллем.

### Бізнес-кар'єра
Після війни Франклін працював у різних підприємствах Клівленда й невдовзі долучився до Standard Oil, де став одним із головних промоторів компанії та обійняв посаду віце-президента. У 1898 році серйозно посварився з братом, що спричинило його вихід зі Standard Oil.
Після відходу з нафтового бізнесу Рокфеллер інвестував близько $500 000 у гірничодобувні проєкти (переважно неуспішні) і ще $250 000 — у комерційні папери, що також виявилися збитковими. Врятувала становище інвестиція у Buckeye Steel Castings Company (Колумбус, Огайо), де він став президентом у 1905 році і перебував на посаді до 1908 року, після чого залишився віце-президентом компанії.

### Конфлікт з родиною та останні роки
Від кінця XIX століття й до смерті Френк відмовлявся спілкуватися з братами Джоном і Вільямом-молодшим, попри спроби примирення, зокрема улітку 1916 року. Упродовж останніх п'ятнадцяти років життя він називав себе «Френк Рокфеллер, скотар, а не брат Джона Д.».
Франклін Рокфеллер помер 17 квітня 1917 року в Клівленді у віці 71 року. Його похорон відбувся в домі місіс Волтер С. Боулер і зібрав обох старших братів, хоча Джон, за свідченнями преси, виглядав «втомленим і стурбованим». Поховальний майданчик був обраний окремо від родової ділянки Рокфеллерів.

## Сімейне життя
12 жовтня 1870 року Франклін одружився з Гелен Елізабет Скофілд (25 лютого 1848 — ?; дочка Вільяма Чарльза Скофілда та Енн Баркер). У подружжя народилося п'ятеро дітей, але лише дві дочки дожили до дорослого віку: Анна Беатріс (1875–?) та Гелен Ефі (1879–?).